# Kroczyce (village)
Pour les articles homonymes, voir Kroczyce.
Kroczyce est un village de la voïvodie de Silésie et du powiat de Zawiercie. Il est le siège de la gmina de Kroczyce et comptait 1 699 habitants en 2008.